# داني غار
داني غار هو لاعب هوكي جليد كندي، ولد في 14 مايو 1954 في نيلسون في كندا.

## وصلات خارجية
- داني غار على موقع دوري الهوكي الوطني (الإنجليزية)
- داني غار على موقع قاعة مشاهير الهوكي (لاعب أن.إتش.أل) (الإنجليزية)
- داني غار على موقع EliteProspects.com (الإنجليزية)
- داني غار على موقع HockeyDB.com (الإنجليزية)
- داني غار على موقع Hockey-Reference.com (الإنجليزية)
- داني غار على موقع قاعة كولومبيا البريطانية للمشاهير الرياضية (الإنجليزية)